# Ritratto Giustiniani
Il Ritratto di giovane (Ritratto Giustiniani) è un dipinto a olio su tela (58x46 cm) di Giorgione, databile al 1503-1504 circa e conservato nella Gemäldegalerie di Berlino.

## Storia e descrizione
L'opera, che alcuni datano a un periodo anteriore, verso il 1498-1500 circa, si rifà a un modello fiammingo, con lo sfondo scuro, da cui emerge la figura, e la presenza del parapetto, che crea un confine verosimile tra effigiato e spettatore, superato però illusoriamente dalla mano poggiata sopra di esso e protesa verso l'esterno. Su di esso si trovano le lettere "V V", forse le iniziali dell'uomo o un rimando a qualcos'altro, come il motto latino "Virtus Vincit". 
Il ritratto mostra un uomo giovane, vestito di un'ampia casacca a righe, allacciata con nastri sopra la camicia bianca, con una folta capigliatura castana che ricade a caschetto, con scriminatura al centro, il volto ovale, gli occhi grandi ed espressivi, il naso robusto, la bocca sottile, segni di barba e baffi appena rasati. Da alcuni dettagli, come il parapetto scalato come le antiche rovine, l'uso del carattere lapidario romano e la posizione fiera e dignitosa dell'uomo, traspare il mondo spirituale e intellettuale dell'effigiato.